# Marie de Rabutin Chantal de Sévigné
Marie de Rabutin-Chantal, markisinna de Sévigné, född 5 februari 1626 i Paris, död 17 april 1696, var en fransk brevskrivare och salongsdam, bosatt i Hôtel de Carnavalet, berömd för sina brev till litterära vänner och framför allt till sin dotter, Françoise de Grignan. Hennes brev utgavs i sin helhet i fem delar 1862–1867 och är skrivna med en improvisationskonst och stilfullhet, som givit dem en framträdande plats i den klassiska prosalitteraturen. 

## Biografi
Marie de Rabutin-Chantal var dotter till Celse Bénigne de Rabutin, baron av Chantal, och Marie de Coulanges. Hennes far dog i strid 1627 och modern 1633, och hon fick därefter en hög utbildning under vårdnad av först sina morföräldrar och sedan sin morbror Christophe de Coulanges, abbé i Livry. Hon blev 1644 gift med markis Henri de Sévigné från Bretagne, och blev änka då maken dödades i en duell om sin älskarinna Mme de Gondran 1651. Hon gifte aldrig om sig och delade sin tid mellan makens gods i Bretagne och Paris, där hon ofta besökte Nicolas Fouquets salong. Hon var också en nära vän till La Rochefoucauld och Madame de La Fayette.
Hennes dotter Françoise gifte sig 1669 med François Adhémar de Monteil, greve de Grignan, och sedan hennes svärson blivit guvernör i Provence och flyttat dit med hennes dotter påbörjade hon sin berömda brevväxling med dottern, som varade från 1671 fram till hennes död. Hennes brev cirkulerade från 1673 i kopior, något hon var väl medveten om. Vid sonens giftermål 1684 delade hon upp egendomen mellan sina barn och behöll bara en privat inkomst. Hon avled 1696 i en "feber", möjligen influensa eller lunginflammation.
Hennes brev publicerades 1725 av hennes dotterdotter Pauline de Simiane, som utgav ytterligare utgåvor 1734–1737 och 1754.

## Utmärkelser
Nedslagskratern Sévigné på planeten Venus är uppkallad efter henne.